# Cernik (Brodsko-posavska županija)
Cernik je općina u Hrvatskoj. Nalazi se u Brodsko-posavskoj županiji.

## Zemljopis
Općina Cernik prostire se sjeverno od Nove Gradiške, na južnim padinama Psunja i zapadnim padinama Požeške gore.

## Stanovništvo
Po popisu stanovništva iz 2001. godine, općina Cernik imala je 4235 stanovnika, raspoređenih u 11 naselja:
- Baćin Dol – 442
- Banićevac – 248
- Cernik – 1839
- Giletinci – 297
- Golobrdac – 0
- Opatovac – 373
- Opršinac – 2
- Podvrško – 357
- Sinlije – 4
- Šagovina Cernička – 358
- Šumetlica – 315

| broj stanovnika | 4166  | 4909  | 4840  | 5204  | 6133  | 6553  | 5548  | 6105  | 5952  | 5965  | 6023  | 5492  | 4859  | 4661  | 4235  | 3640  | 2964  |
|                 | 1857. | 1869. | 1880. | 1890. | 1900. | 1910. | 1921. | 1931. | 1948. | 1953. | 1961. | 1971. | 1981. | 1991. | 2001. | 2011. | 2021. |

| broj stanovnika | 1410  | 1736  | 1679  | 1649  | 2108  | 2112  | 1713  | 1907  | 2131  | 2155  | 2252  | 2173  | 1998  | 2017  | 1839  | 1607  | 1426  |
|                 | 1857. | 1869. | 1880. | 1890. | 1900. | 1910. | 1921. | 1931. | 1948. | 1953. | 1961. | 1971. | 1981. | 1991. | 2001. | 2011. | 2021. |

### Nacionalni sastav, 2001.
- Hrvati – 4094 (96,67)
- Srbi – 93 (2,20)
- Albanci – 5 (0,12)
- Mađari – 4
- Nijemci – 4
- Crnogorci – 3
- Česi – 1
- Makedonci – 1
- Slovaci – 1
- Ukrajinci – 1
- ostali – 5 (0,12)
- neopredijeljeni – 21 (0,50)
- nepoznato – 2

## Povijest
Cernik je nastanjen od pradavnih vremena (neolitska naselja na brdu Slavči i u Cerničkoj Šagovini – Starčevačka kultura). U sklopu provincije Panonia Savia, Rimljani četiri stoljeća vladaju ovim krajem (rimski nalazi u Baćindolu i Podvrškom). 
U povijesnim izvorima Cernik se spominje 1255. godine (Chernik Campus), a u pisanim dokumentima 1363., 1372., 1381., 1407., 1454., 1463. itd. kao posjed i utvrda slavonskih plemića Berislavića, Desislavića (Deževića) s pridjevkom Cernički. Godine 1514. plemićki posjed ima dvadesetak sela, a 1520. kraljevom poveljom postaje trgovište (godišnji sajam na dan sv. Franje). 
Godine 1525. Ludovik II. potvrđuje Deževićima pravo nad novom utvrdom (Castrum novum Lehowacz alias Waskap in district Czernek). Godine 1536., zajedno s utvrdama u Šagu, Gračanici i Podvrškom, Cernik pada u turske ruke. Postaje jako tursko uporište, trgovačko, obrtničko i vjersko središte i sjedište sandžaka. Konačno je oslobođen 1691. godine. Nakon reokupacije cerničkim posjedom i utvrdom upravlja Carska komora. Od 1707. g. u vlasništvu je baruna Maksimilijana Petraša, a od 1753. potpukovnika Marka Markovića čiji sin Stjepan utvrdu prepravlja u barokni dvorac. Od 1798. g. vlastelinstvo mijenja gospodare (Carion, Tarnoczy, Müller, Colloredo, Bomballes, Tcharner, Strickler i dr.). Godine 1917. posjed i dvorac dolaze u ruke obitelji Kulmer. Nacionalizacijom 1946. godine, grof Aleksandar Kulmer gubi vlastelinstvo Cernik i barokni dvorac.
U ranom srednjem vijeku Cernik je središte prostrane župe od Save do Psunja u Pečuškoj biskupiji. U predtursko vrijeme ima pet katoličkih crkvi: u Zapolju, u groblju u Novoj Gradiški, na starom cerničkom groblju, na brdu Slavči, kod kapelice Sv. Roka. U vrijeme turske okupacije franjevci okupljaju katolike izvan Cernika, kod jedne lipe gdje će kasnije izgraditi kuću (hospicij) a potom i drvenu crkvu na mjestu današnje crkve sv. Leonarda. Godine 1623. cernička je župa u sastavu veličkog samostana. Godine 1726. postaje samostalna župa sv. Petra apostola.
Od 1728. gradi se franjevački samostan i drvena crkva sv. Petra. Godine 1736. počinje gradnja nove zidane crkve, a 1751. g. podiže se i zidana crkva sv. Leonarda. Do 1757. cernička župa pripada Bosni Srebrenoj, do 1900. provinciji Ivana Kapistrana, a od 1900. provinciji sv. Ćirila i Metoda. U cerničkoj je župi sedam filijala, a župa pripada Požeškoj biskupiji.

## Gospodarstvo
Cernički kraj pogodan je za razvoj stočarstva, vinogradarstva, voćarstva i proizvodnju zdrave hrane. Još u turskom vremenu bio je poznat po kvalitetnom maslu, voću i vinu. Nakon reokupacije na vlastelinskom posjedu razvija se upravo takva proizvodnja te ručna izrada cigle, građe, šindre, vapna za potrebe obnove utvrde i gradnju crkvi. Polovicom 19. st. unapređuje se proizvodnja drvene građe, daske, dužice, kamena, vapna, opeke, crijepa i rakije uvođenjem parnih postrojenja. Francuz Carion 1864. godine proizvodi milijune komada dužice, daske i piljene grade u šumama oko Cerničke Šagovine. Otvaraju se rudnici lignita i pogon za preradu mineralnog ulja u Baćindolu 1859. Tu je prvo postrojenje za bušenje i preradu nafte u Hrvatskoj.
Početkom 19. st. Cernik je jako obrtničko mjesto pa 1826. Obrtni zbor okuplja više desetaka kolara, bačvara, tesara, zidara, stolara, lončara, remenara, obućara, staklara, krojača, mlinara i dr. Krajem 19. i početkom 20. st. Cernik postaje industrijsko središte ovog dijela Slavonije; otvaraju se industrijski pogoni koje pokreće parni stroj, grade se šumske željeznice, otvaraju novi ugljenokopi i tvornice. Godine 1879. radi vlastelinska Tvornica žeste, godine 1897. Kemijska tvornica Huge Blancka, oko 1900. Paropilana Marijevac s Tvornicom drvene galanterije u Cerniku i Tvornicom namještaja E. Stricklera u Novoj Gradiški. Rade i mlinovi na vodu i paru u Cerniku i Baćindolu te parni pogoni za proizvodnju opeke i crijepa. Sve to je nestalo tijekom I. i II. svj. rata pa općina Cernik danas nema nijedan industrijski pogon.

## Spomenici i znamenitosti
Dvorac Cernik sagrađen je početkom 18. stoljeća na temeljima stare tvrđave. Današnji barokni izgled dobio je za vrijeme plemenitaške obitelji Marković 1756. godine. Franjevački samostan i crkva sagrađeni su 1730. godine, također u baroknom stilu, a stoljećima su središte kulture Cernika.

## Obrazovanje
Vjerska i obrazovna djelatnost franjevaca ostavila je dubok trag u svekolikom razvoju Cernika. U 18. st. u samostanu djeluje latinska i gramatička škola u kojoj se poučavaju budući svećenici. 1741. ovdje se školuje Matija Antun Relković, hrvatski prosvjetitelj (Satir). Do otvaranja prve pučke škole 1859. pri samostanu se školuju budući šegrti. Sve je ovo bila podloga za utemeljenje DVD-a 1885., HPD "Tomislav" 1905., Hrvatske čitaonice 1908., Prosvjetnog i dobrotvornog društva "Seljačka sloga" 1925., NK "Mladosti" 1948., itd. 
Danas u Cerniku postoji Osnovna škola "Matija Gubec", koju pohađaju i učenici iz okolnih naselja.

## Kultura
15. travnja 2004. otvorena je Biblijsko-arheološka izložba u cerničkom franjevačkom samostanu, a u njezinom stalnom postavu nalaze se brojni arheološki ostaci s područja biblijskih zemalja, od prethistorije do turskog razdoblja, kao i predmeti vezani uz svakodnevni život tih krajeva. Usto, izložba u svome postavu ima i niz izdanja Biblija, od replika najstarijih rukopisa na izvornim jezicima do primjeraka hrvatskih prijevoda biblijskog teksta. 
U Cerniku se održavaju "Susreti malih pjesnika Slavonije i Baranje".

## Šport
- NK Mladost Cernik

## Značajne osobe
- Ferdinand Kulmer
- Goran Vlaović
- Josip Bićanić
- Julije Jančula
- Tomislav Vuk
- Vinko Sokić
- Alojzije Aga
- Tomislav Dretar
- Mario Bićanić

## Vanjske poveznice
- Cernik Online